# Stenogrammitis paucipinnata
Stenogrammitis paucipinnata är en stensöteväxtart som först beskrevs av Barbara S. Parris, och fick sitt nu gällande namn av Paulo Henrique Labiak. Stenogrammitis paucipinnata ingår i släktet Stenogrammitis och familjen Polypodiaceae. Inga underarter finns listade.